# Renato Guttuso

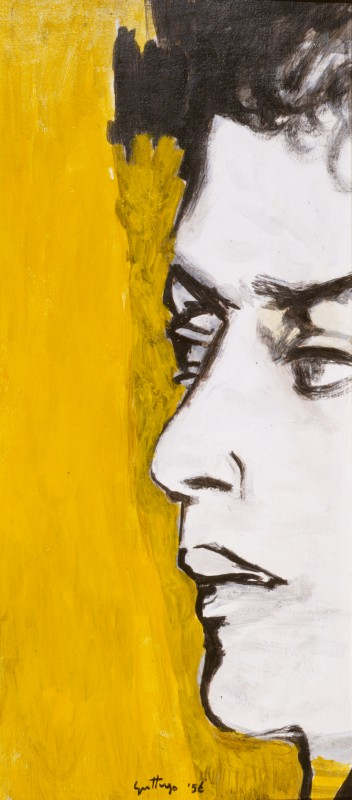
Profilio, 1956 (Fondazione Caripio).

Renato Guttuso, född den 26 december 1911 i Bagheria, Palermo, död den 18 januari 1987 i Rom, var en italiensk målare.

## Biografi
Guttuso växte upp på Sicilien, men från 1937 bodde och arbetade han i stort sett mest i Rom. Hans far, som var lantmätare och hobbyakvarellist, uppmanade honom att måla och han var i stort sett självlärd.
Som antifascist gick han med i det förbjudna kommunistiska partiet (PCI) 1940 och lämnade då Rom för att delta i den partipolitiska kampen från 1943. Han var också en motståndare till maffian.
År 1972 tilldelades Guttuso Lenins fredspris och 1976 valdes han in till den italienska senaten som representant för PCI i den sicilianska valkretsen Sciacca.
I anslutning till den kommunistiska nyrealismen har han i färgstarka målningar förhärligat den italienske arbetarens kamp. Hans mest kända målningar är Flyg från Etna (1938 – 39), Korsfästelsen (1941) och La Vucciria (1974).
Guttuso gjorde även scenografier för teatern, som uppsättningar och kostymer för Histoire du Soldat (Rom 1940), samt gjorde bokillustrationer. De som han gjorde för Elizabeth Davids Italian Food (1954) gjorde honom känd i den engelsktalande världen.

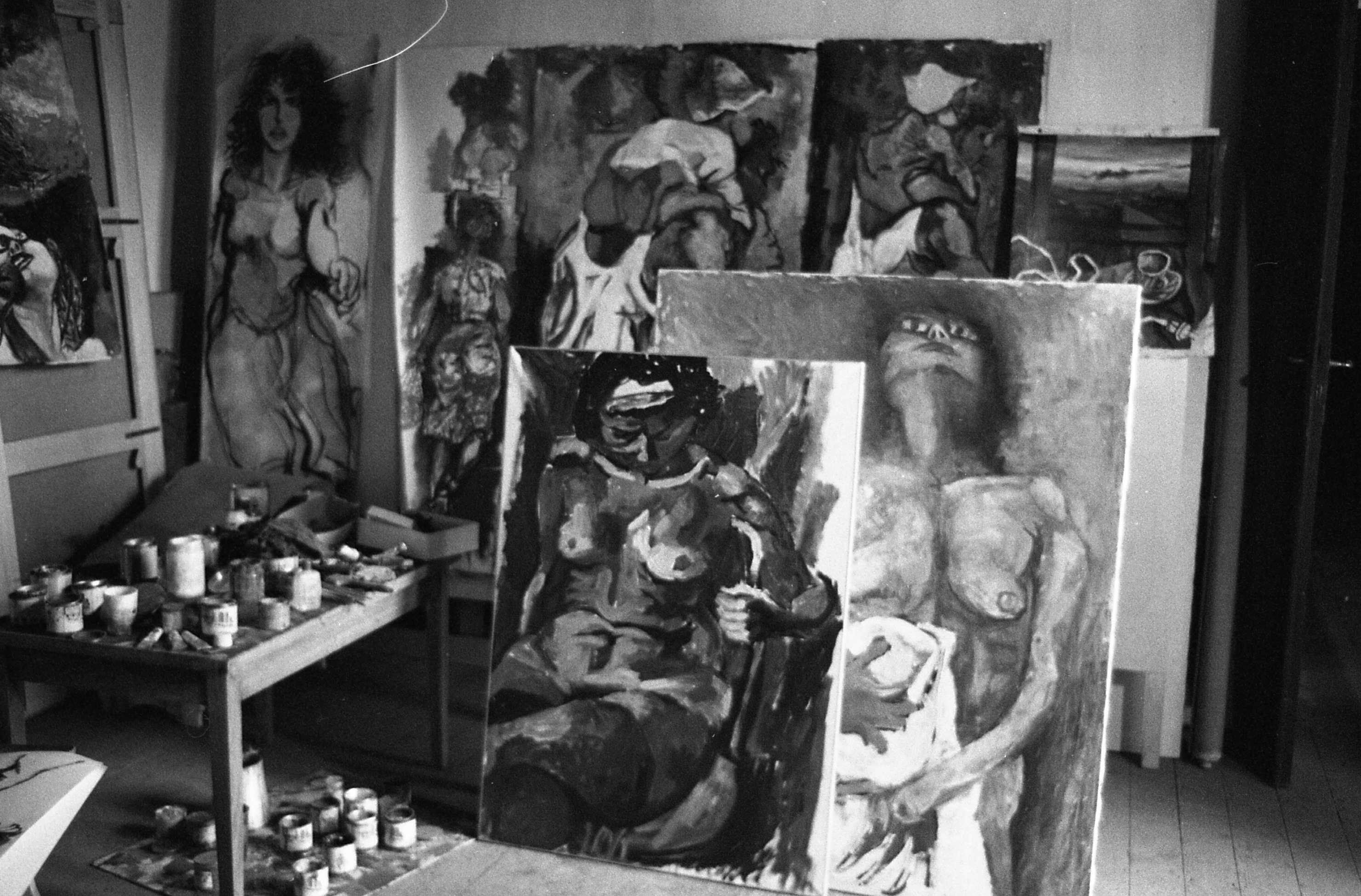
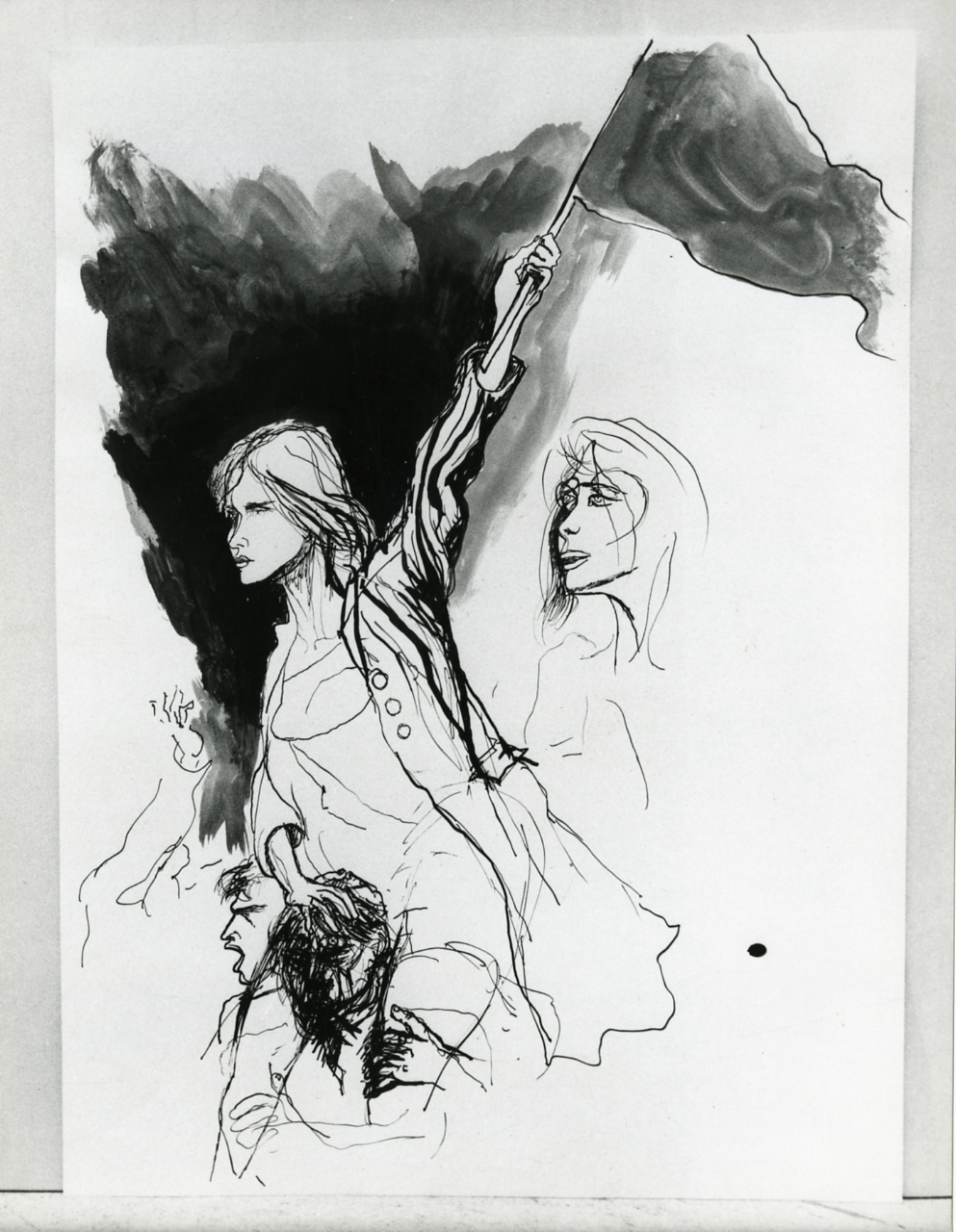
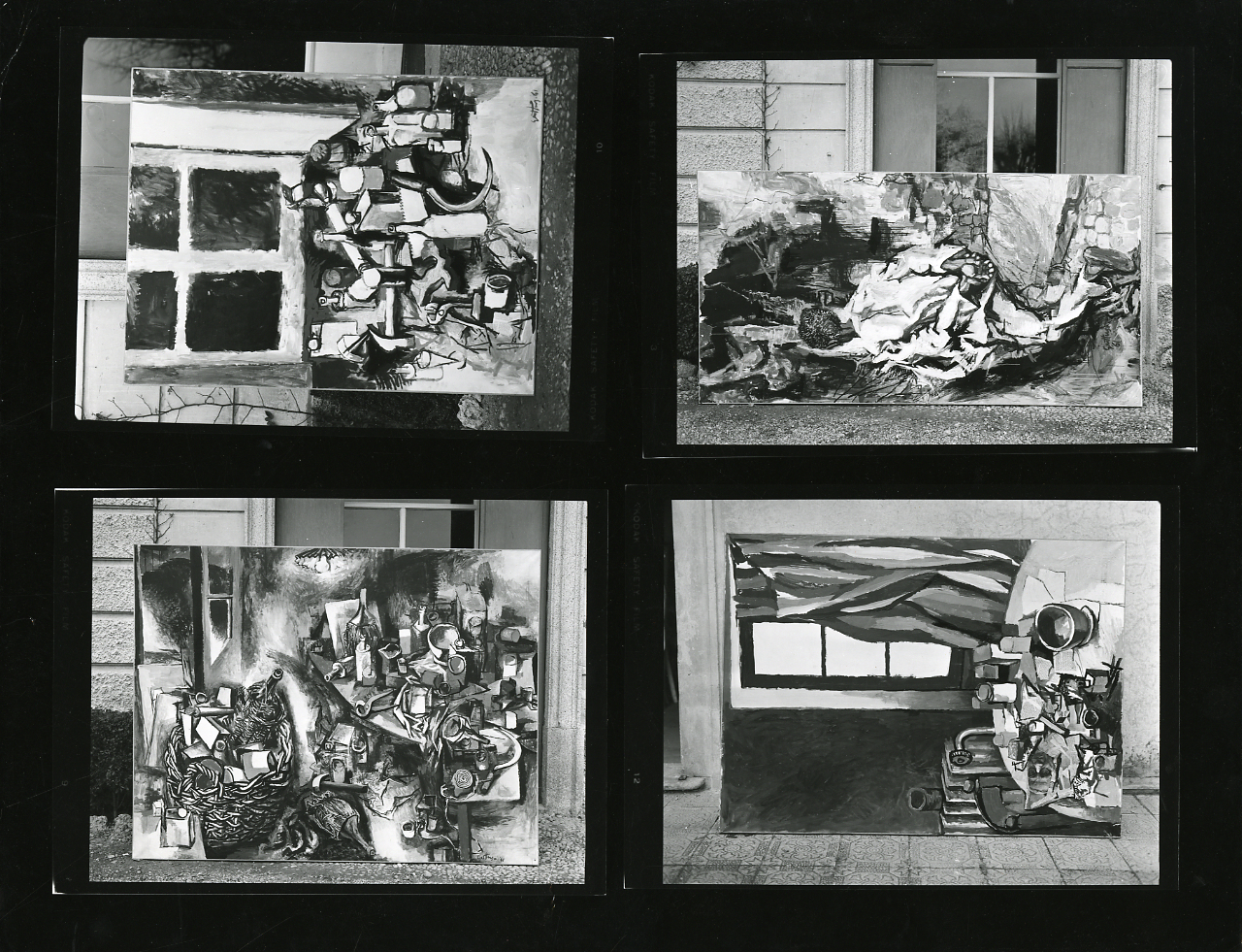
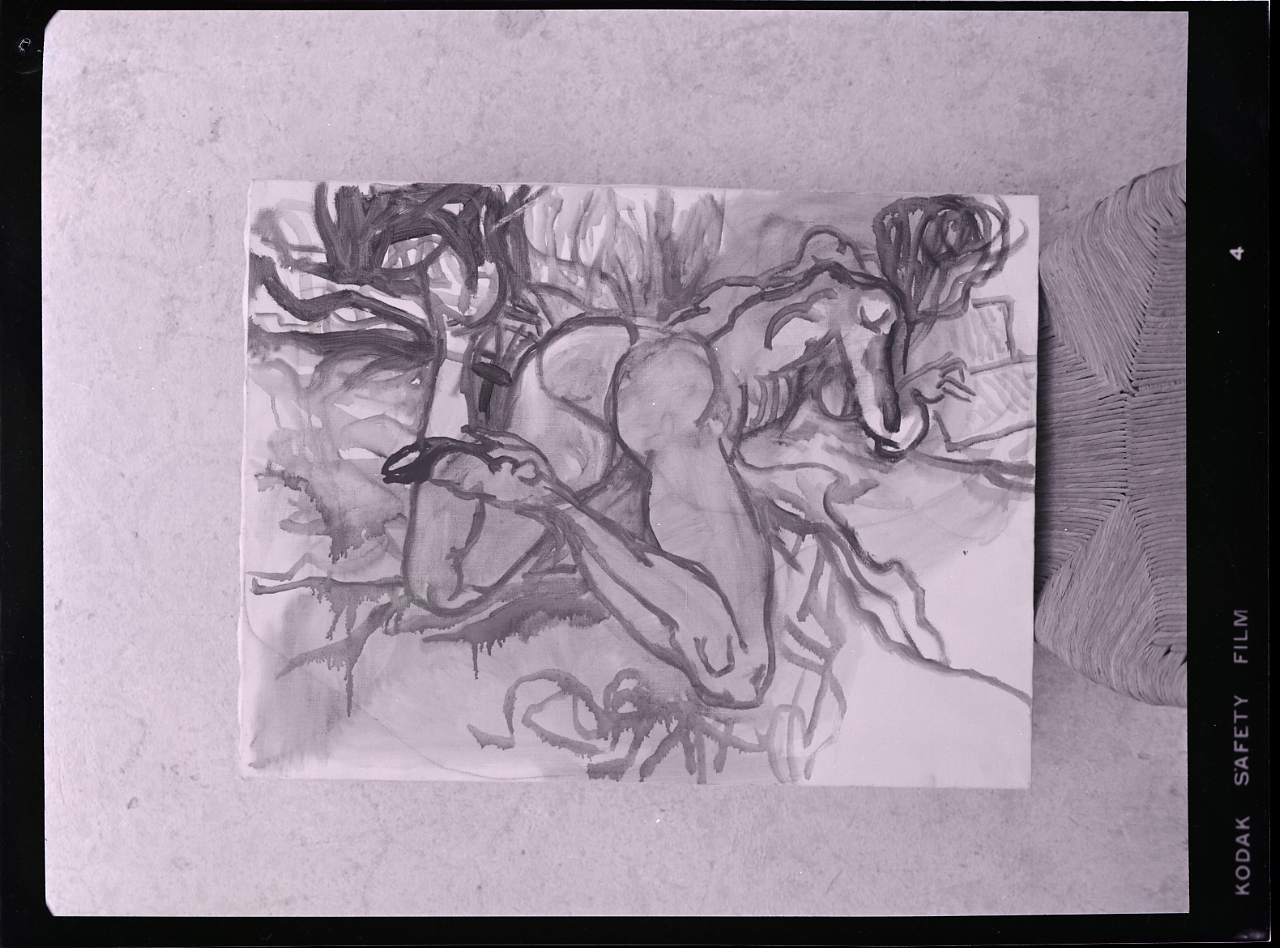
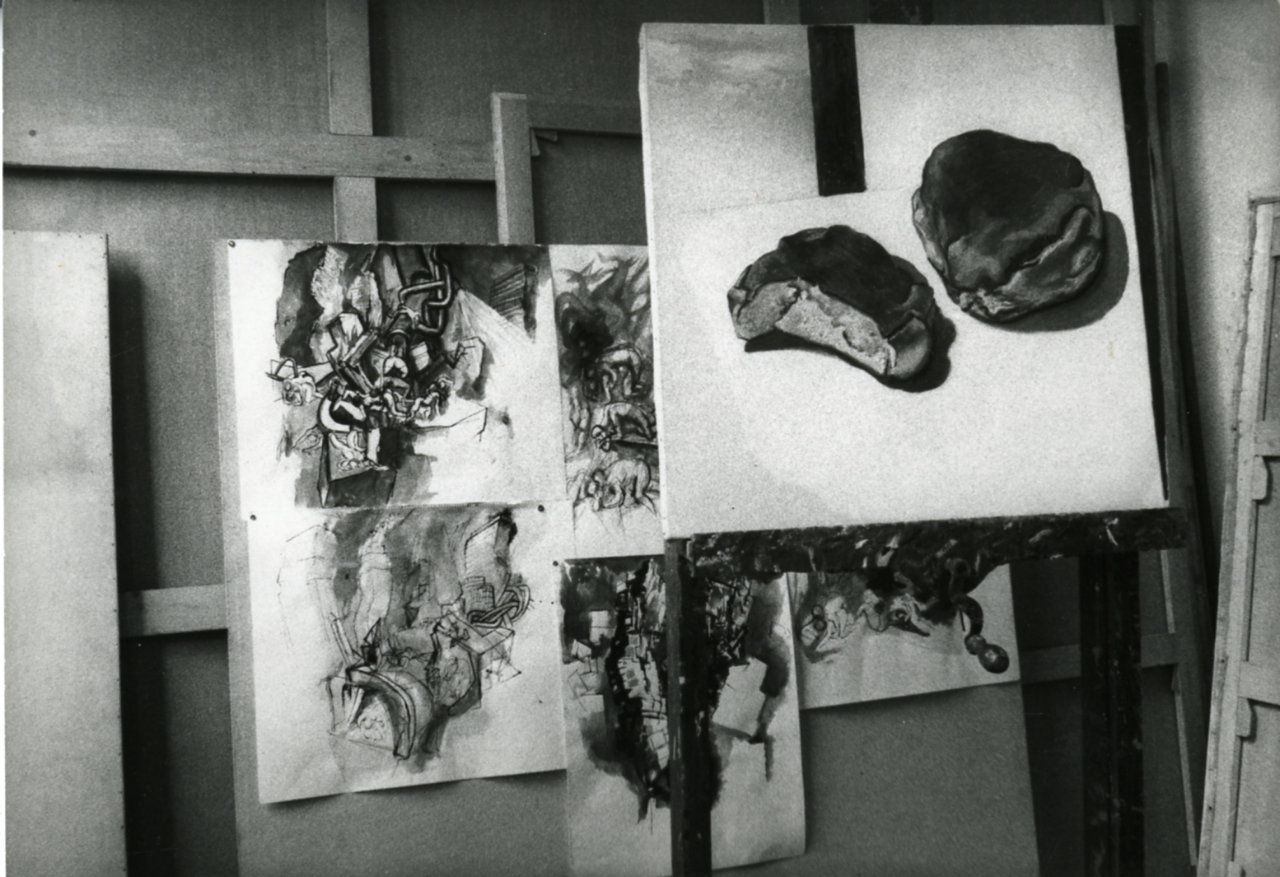
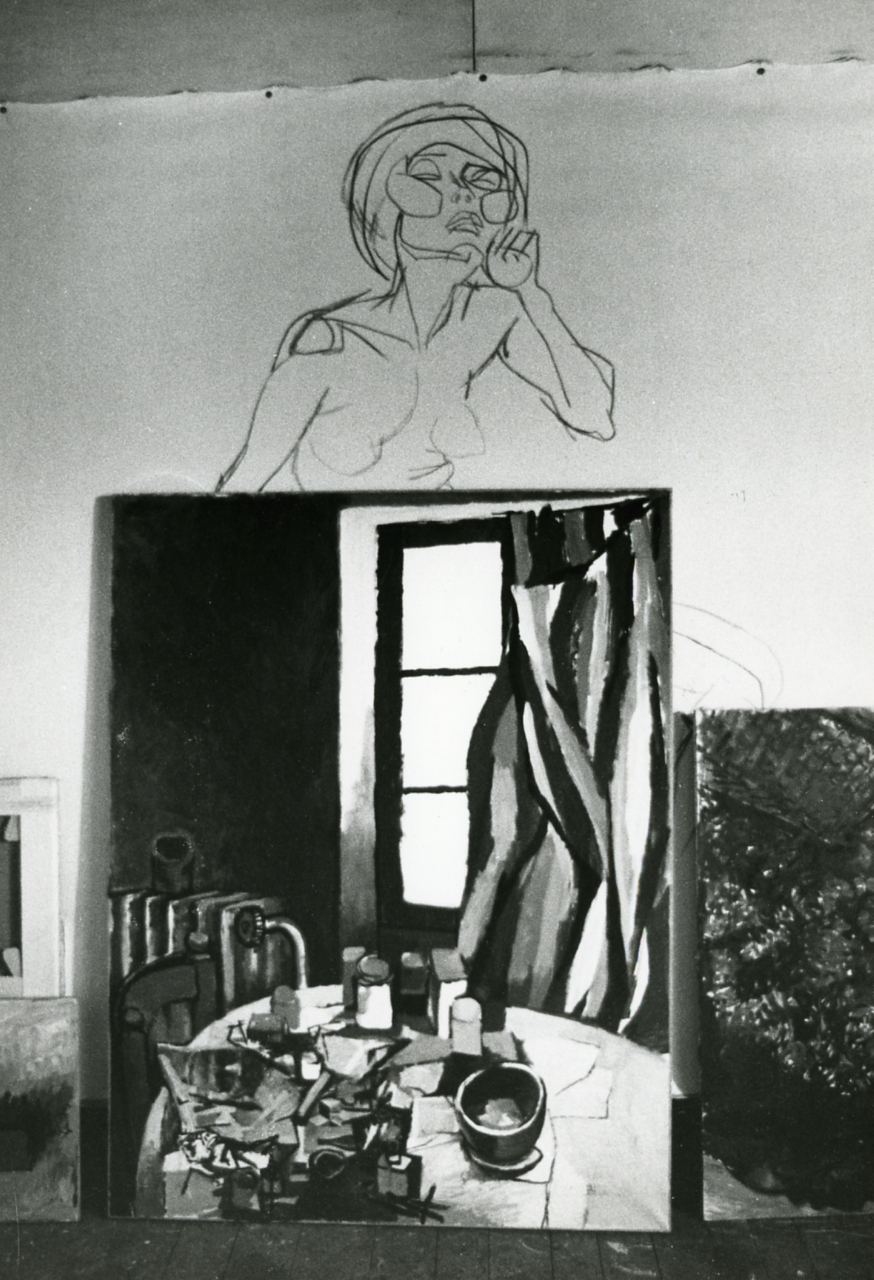
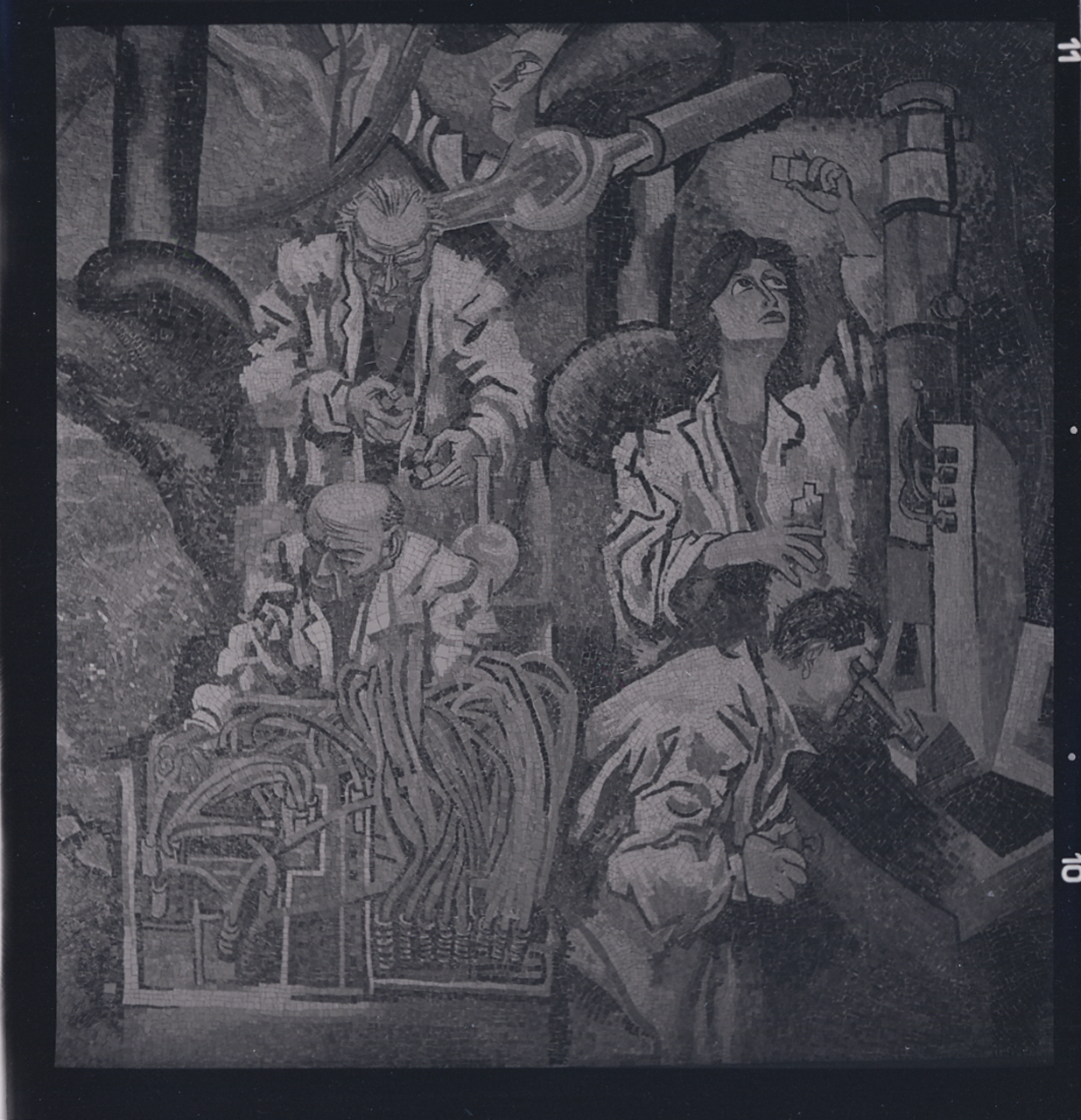
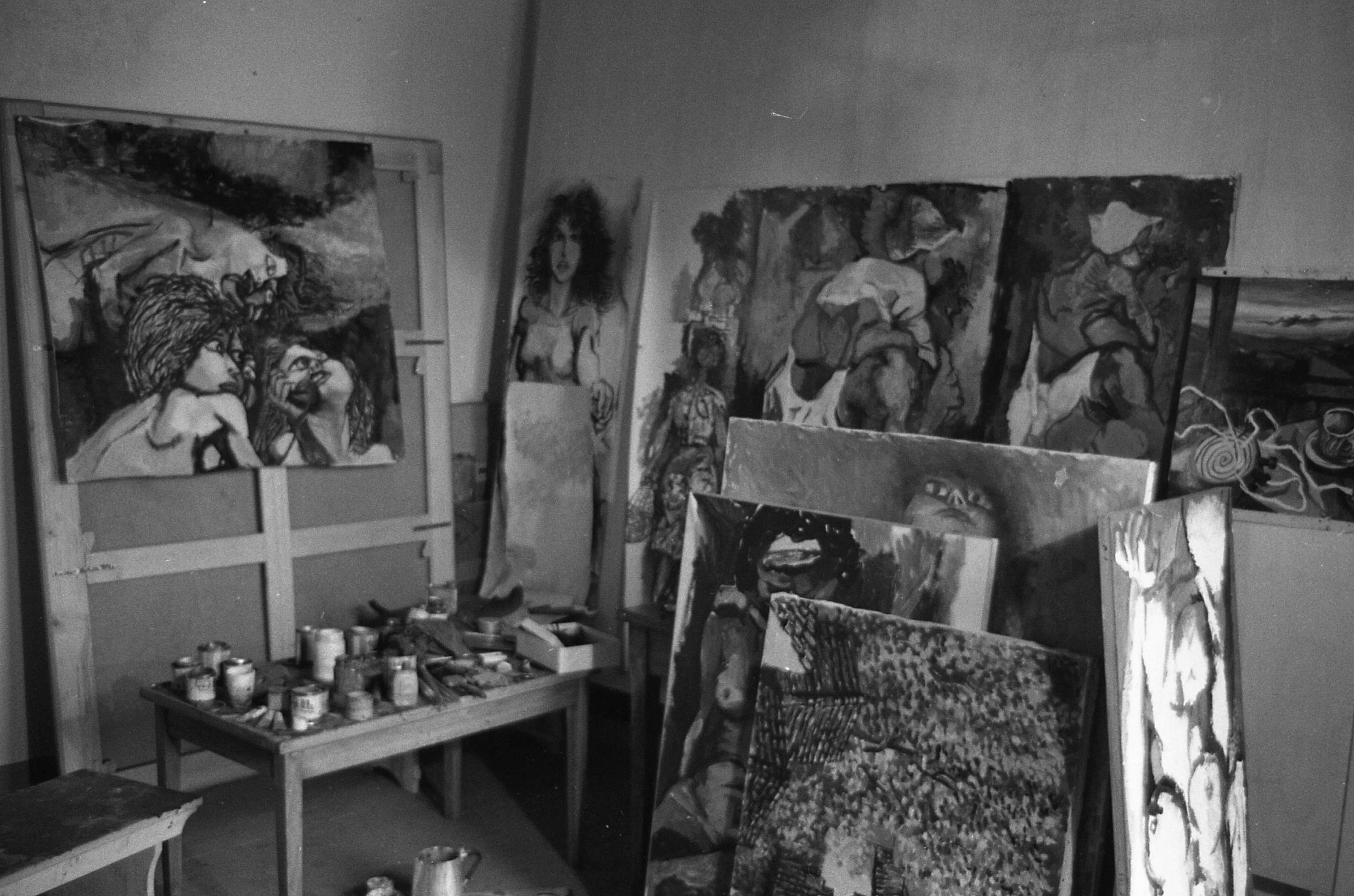
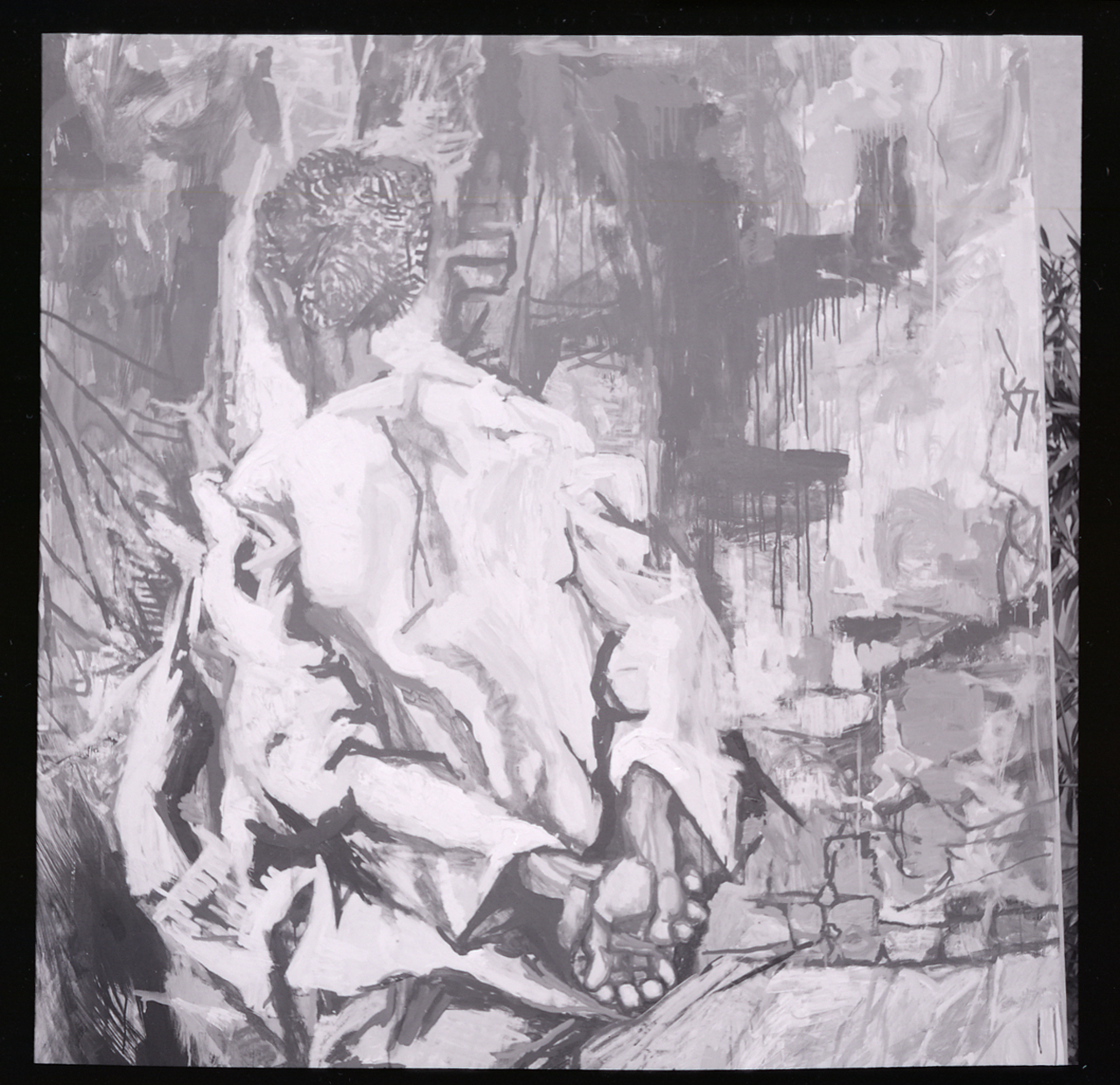
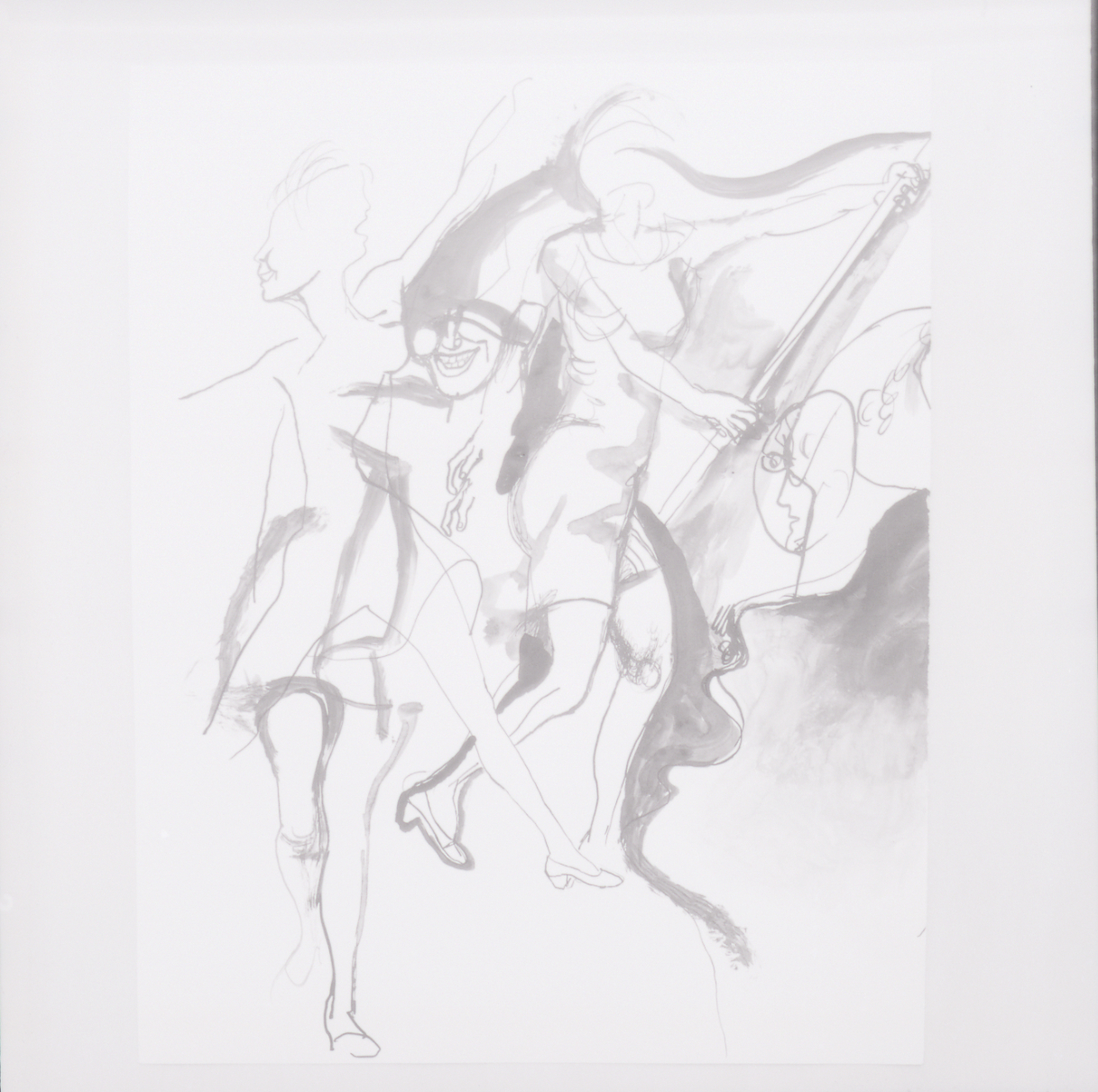